# 저개발의 기억
《저개발의 기억》(Memorias Del Subdesarrollo, Memories Of Underdevelopment)은 쿠바에서 제작된 토마스 구티에레즈 알레아 감독의 1968년 드라마 영화이다. 세르히오 코리에리 등이 주연으로 출연하였다. 에드문도 데스노에스(Edmundo Desnoes)의 동명 소설을 영화화한 것이다.
뉴욕 타임즈는 1968년 기준으로 최고의 10대 영화 가운데 하나로 지목되었다.

## 출연

### 주연
- 세르히오 코리에리
- 데이지 그라나도스

### 조연
- 에스린다 누네스
- 오마 발데즈
- 레네 데 라 크루스
- 욜란다 파
- 오펠리아 곤살레즈